# Eric Birley
Eric Barff Birley (* 12. Januar 1906 in Eccles, Lancashire, England; † 20. Oktober 1995 in Greenhead, Northumberland, England) war ein britischer Althistoriker und Provinzialrömischer Archäologe. Er war ein bedeutender Erforscher des Hadrianswalls, speziell von Vindolanda. Sein Spezialgebiet war das römische Militär.

## Leben
Birley studierte am Clifton College und in Oxford. Seine Lehrer waren dort R. G. Collingwood und Frank Gerald Simpson, unter dessen Leitung er 1927 erstmals an Grabungen in Kastell Birdoswald am Hadrianswall teilnahm. Im Zweiten Weltkrieg diente Birley als Leutnant im militärischen Aufklärungsdienst und wurde mehrfach ausgezeichnet. Seit 1931 lehrte er an der Universität von Durham, von 1956 bis 1971 als Professor für Römisch-Britische Geschichte und Archäologie, dort war er 1968 bis 1971 auch Dekan der Sozialwissenschaften. 1969 wurde er Mitglied der British Academy. Seine internationalen Kontakte, unter anderem mit Ernst Fabricius, führten zum ersten Limeskongress, der 1949 in Durham abgehalten wurde.
Birley war über 60 Jahre mit Margaret verheiratet und hatte mit ihr zwei Söhne, Robin und Anthony, die beide ebenfalls bekannte Altertumswissenschaftler wurden. Über Robin und dessen Frau Patricia führt die Birley-Familie durch den Enkel Andrew und dessen Frau Barbara die Erforschung Vindolandas federführend bis heute weiter fort.

## Schriften (Auswahl)
- Roman Britain and the Roman army. Collected papers. Titus Wilson & Son, Kendal 1953 (Neuauflagen 1961 und 1976).
- Research on Hadrians’s Wall. Titus Wilson & Son, Kendal 1961.
- The Roman Army. Papers 1929–1986 (= Mavors. Roman Army Researches. Band 4). J. C. Gieben, Amsterdam 1988, ISBN 90-5063-007-3.